# پرسنوفکا (شهرستان ژمبیل)
پرسنوفکا (قزاقی: Пресновка) یک شهرک در استان قزاقستان شمالی کشور قزاقستان است.